# Myrsine reynelii
Espèce
Statut de conservation UICN

 VU B1+2c : Vulnérable
Myrsine reynelii est une espèce de plantes à fleurs de la famille des Primulaceae.

## Publication originale
- Novon 2(4): 399, f. 5. 1992.